# Іллєнко Іванна Михайлівна

Іва́нна Миха́йлівна Іллє́нко (*4 лютого 1976, Київ) — українська актриса і балерина. Демісолістка балету Чеського Національного театру у Празі. Народилася в Києві в родині кінорежисера Михайла Іллєнка.

## Освіта
Закінчила Російську балетну академію в Москві.

## Ролі в балеті
У 1993—1996 роках танцювала у Національній опері в Києві. Виконувала ролі Шірін у «Легенді про любов», Оксани в балеті «Ніч перед Різдвом», головні ролі у балетах «Володимир Хреститель», Джульєтти у «Ромео та Джульєтті», Попелюшку у однойменному творі С.Прокоф'єва та інших.
У 1996 році отримала третє місце на конкурсі балету Сержа Лифаря в Києві.
У 1996—1999 роках була першою солісткою у міському театрі Усті-над-Лабем. Грала Клару у «Лускунчинку», Жізель, «Помираючого лебедя», головні ролі у «Паквіті», «Святі квітів у Ґензані», «Діаманті» та ін.
З 1999 — у міському театрі в Штуттґарті, через рік там стає демісолісткою. Тут танцювала Лізетту у «Даремній обережності», «Блакитного птаха» у «Сплячій красуні», Б'янку у «Приборкуванні непокірливої», Ольгу у славному балеті «Онєгін» та ін.
З 2004 року — демісолістка балету Чеського Національного театру.

## Ролі в кіно
В кіно дебютувала у фільмі «Очікуючи вантаж на рейді Фучжоу біля пагоди» («Фучжоу», 1993). Удостоєна гран-прі «За найкращий дебют» на кінофестивалі «Стожари» (Київ, 1995). Також знімалась у фільмах «Сьомий маршрут» (1997), «Невелика подорож на великій каруселі» (2003).
Зіграла головну роль у чеському телефільмі «Перемога» (чеськ. "Vítězství") (2005).
Знялася у батьковому фільмі «ТойХтоПройшовКрізьВогонь», який вийшов на екрани на початку 2012 року, у ролі дочки вождя.
У 2020 зіграла роль Катерини у фільмі «Толока» (реж. Михайло Іллєнко)